# Cistus bornetianus
Cistus bornetianus är en solvändeväxtart som beskrevs av J.-p. Demoly. Cistus bornetianus ingår i släktet Cistus och familjen solvändeväxter. Inga underarter finns listade i Catalogue of Life.